# Диродийтритантал
Диродийтритантал — бинарное интерметаллическое неорганическое соединение
родия и тантала
с формулой Rh2Ta3,
кристаллы.

## Получение
- Сплавление стехиометрических количеств чистых веществ:

{\displaystyle {\mathsf {2Rh+3Ta\ {\xrightarrow {1740^{o}C}}\ Rh_{2}Ta_{3}}}}

## Физические свойства
Диродийтритантал образует кристаллы
тетрагональной сингонии,
пространственная группа P 42/mnm,
параметры ячейки a = 0,9754 нм, c = 0,5058 нм, Z = 6,
структура типа железохрома CrFe
.
Соединение разлагается при температуре ≈1740°С
.